# Комм, Анатолий Анатольевич
Комм Анатолий Анатольевич (род. 1967) — российский шеф-повар, ресторатор.
Работает в Москве. Шеф-повар ресторана Anatoly Komm for Raff House и совладелец ресторана «Русские сезоны». Ранее был владельцем и шеф-поваром располагавшегося на том же месте ресторана «Варвары», где блюда традиционной русской и советской кухни (борщ, пельмени, оливье) подавались в «молекулярном» стиле, а также шеф-поваром ресторана «Твербуль».

## Биография
Комм был упомянут в Красном гиде Мишлен в качестве шеф-повара ресторана «Green» в Женеве. Хотя существует мнение, что «открытие женевского ресторана изначально было хитроумным маркетинговым ходом, который впоследствии прославил его создателя и тем самым помог преуспеть уже на московском ресторанном поприще…».
Благодаря своему швейцарскому ресторану (который по причине закрытия столь же быстро исчез из Michelin, как и в нём появился) маэстро Комм вскоре стал именоваться в многочисленных российских глянцевых журналах и деловых изданиях не иначе как «единственным русским шефом, попавшим в Michelin» и даже «обладателем многочисленных звезд Michelin». Комм признан лучшим шеф-поваром по версии Правительства Пьемонта, а также лучшим иностранным шефом по версии правительства города Парма. Комм — лауреат независимой российской премии «Лавровый лист». Независимый ресторанный гид «Coco» признал его одним из ста лучших шеф-поваров мира.
На конец октября 2011 года Комму принадлежали такие московские рестораны как «Варвары» (в 2014 закрылся), «Купол», ресторан в Barvikha Hotel & Spa.
Среди закрытых московских ресторанов Комма — «Green Grill Romm», «Green Grill Palace», «Anatoly Komm», «Харчевня Комм. А». Некоторое время Анатолий Комм руководил швейцарским рестораном «Green».
В апреле 2011 года «Варвары» вошёл в список 50 лучших ресторанов мира S.Pellegrino World’s 50 Best Restaurants.
3 февраля 2012 года Анатолий Комм и команда поваров ресторана «Варвары» начали мировое гастрономическое турне под названием «Вокруг света с борщом и фуа-гра», которое пройдет на пяти континентах в течение пяти лет.
В феврале 2013 года Анатолий Комм совместно с компанией Sweet Life Corporation открыл ресторан в формате Brasserie De Luxe в Екатеринбурге. Заведение называется «Ресторан № 1», его кухня основана на уральских продуктах, ожидается, что меню будет обновляться ежесезонно.
2 февраля 2015 года, Анатолий Комм открыл ресторан Anatoly Komm for Raff House, расположившийся в историческом особняке на Малой Никитской улице в Москве.
28 апреля 2016 года Анатолий Комм открыл ресторан в городе Суздаль. Комм решил развернуться там в полную силу – хочет, говорят, построить гастрономическую Мекку в черте Золотого кольца. Шеф-поваром ресторана стал Антон Тихий.